# Бегущий за ветром (фильм)
«Бегу́щий за ве́тром» (англ. The Kite Runner) — американская драма 2007 года, шестой полнометражный фильм, снятый Марком Форстером по сценарию Дэвида Бениоффа и основанный на одноимённом романе 2003 года Халеда Хоссейни. В нём рассказывается история Амира (Эбрахими), обеспеченного мальчика из района Вазир Акбар Хан в Кабуле, которого терзает чувство вины за то, что он бросил своего друга Хассана (Махмидзада). История разворачивается на фоне бурных событий: от падения монархии в Афганистане до советской военной интервенции, массового исхода афганских беженцев в Пакистан и США и режима Талибана.
Хотя большая часть фильма происходит в Афганистане, эти части в основном снимались в Кашгаре в Синьцзяне, Китай, из-за опасностей съёмок в Афганистане в то время. Большая часть диалогов фильма ведётся на дари-персидском языке, остальная часть — на английском языке, а несколько коротких сцен — на пушту и урду. Дети-актёры являются носителями языка, но нескольким взрослым актёрам пришлось выучить дари. Съёмки завершились 21 декабря 2006 года, а выход фильма ожидался 2 ноября 2007 года. Однако из-за опасений за безопасность молодых актёров в фильме из-за опасений жестокого возмездия за сексуальный характер некоторых сцен, в которых они появляются, дата выхода была перенесена на шесть недель до 14 декабря 2007 года. Спорные сцены также привели к запрету фильма на показ в кинотеатрах и распространение в самом Афганистане.
Снятый с бюджетом в 20 миллионов долларов, фильм собрал 73,2 миллиона долларов по всему миру. Фильм получил в целом положительные отзывы критиков и был номинирован на премию «Золотой глобус» за лучший фильм на иностранном языке в 2007 году. Музыка к фильму, написанная Альберто Иглесиасом, была номинирована на премию «Золотой глобус» и премию «Оскар» за лучшую музыку к фильму.

## Сюжет
В фильме рассказывается история Амира — мальчика из зажиточной семьи, проживающей в Кабуле, которого мучает чувство вины за то, что он бросил своего друга Хасана — сына слуги отца. История разворачивается на фоне бурных событий: от падения монархии в Афганистане, до ввода в страну советских войск, массового исхода афганских беженцев и режима талибов.

## В ролях
- Халид Абдалла — Амир
- Зекерия Эбрахими — юный Амир
- Ахмад Кхан Махмидзада — юный Хасан
- Хомаюн Эршади — Ага Сахиб (Баба)
- Атосса Леони — Сорайя
- Шон Тоуб — Рахим Хан
- Саид Тагмауи — Фарид
- Саед Джафар Масихулла Гарибзада — Омар
- Эльхам Эхсас — юный Ассеф
- Халед Хоссейни — доктор в парке (камео)

## Спор
Хотя детям-актёрам понравилось сниматься в фильме, они и их семьи выразили беспокойство по поводу своего положения после выхода фильма. Что касается одной сцены, Ахмад Хан Махмудзада (молодой Хассан) сказал: «Я хочу продолжать снимать фильмы и быть актером, но сцена изнасилования расстроила меня, потому что мои друзья будут смотреть ее, и я больше не смогу выходить на улицу. Они подумают, что меня изнасиловали». Сцена была изображена менее ужасающе, чем изначально планировалось; в ней не было наготы, а сексуальный аспект нападения был намекнут только в самом конце сцены (также был использован дублёр). Также были опасения межплеменных репрессий, поскольку персонаж Хассан был хазарейцем, а мальчики, которые издевались над ним и насиловали его, были пуштунами.
Правительство Афганистана в то время во главе с президентом Хамидом Карзаем решило запретить фильм в кинотеатрах и магазинах DVD, как из-за сцены изнасилования, так и из-за этнической напряжённости. Заместитель министра информации и культуры сказал: «Он показал этнические группы Афганистана в плохом свете. Мы уважаем свободу слова, мы поддерживаем свободу слова, но, к сожалению, у нас есть трудности в афганском обществе, и если этот фильм будет показан в кинотеатрах, это унизительно для одной из наших этнических групп».
За свою работу над фильмом Зекерия Эбрахими (молодой Амир) и Махмудзада изначально получили по 17 500 долларов (9 000 фунтов стерлингов) каждый, а Али Даниш — 13 700 долларов (7 000 фунтов стерлингов). Позже были высказаны аргументы, что мальчикам недоплатили. Кроме того, Эбрахими сказал: «Мы хотим учиться в США. Это современная страна, и она более безопасна, чем здесь, в Кабуле. Если бы я разбогател здесь, я бы беспокоился о безопасности. Иметь деньги опасно из-за похищения». Paramount перевезла двух детей-актёров, а также М. Али Даниша Бахтиари (Сохраб) и еще одного ребёнка-актёра с второстепенной ролью Омара в Объединённые Арабские Эмираты. Как сообщается, студия взяла на себя расходы на проживание мальчиков до тех пор, пока они не достигнут совершеннолетия, что, по некоторым оценкам, обошлось им в 500 000 долларов.
После четырёх месяцев в Дубае Эбрахими и его тётя вернулись в Кабул в марте 2008 года. После получения угроз его жизни Эбрахими был вынужден оставаться в помещении и обучаться на дому у дяди. С тех пор он утверждает, что жалеет, что снялся в этом фильме. Махмудзада прожил в Дубае два года, но вернулся в Кабул, потому что другие члены его семьи не смогли получить визу, чтобы присоединиться к нему. Вернувшись домой, он постоянно подвергался нападкам как со стороны хазарейских шиитов (за то, что изображал их слабым сообществом), так и со стороны пуштунов-суннитов (за то, что изображал их плохими и жестокими). Повторные унижения привели к тому, что Махмудзада — с помощью контрабандистов — переехал в Швецию; по состоянию на 2017 год он жил в Бурлэнге.

## Награды и номинации
Премия «Оскар»-2008
- Лучшая музыка к фильму — Альберто Иглесиас (номинация)[19]

Премия «Золотой глобус»-2008
- Лучшая музыка к фильму — Альберто Иглесиас (номинация)
- Лучший фильм на иностранном языке (номинация)

Премия BAFTA-2008
- Лучший неанглоязычный фильм — Уильям Хорберг, Уолтер Ф. Паркс, Ребекка Йелдхэм, Марк Форстер (номинация)
- Лучший адаптированный сценарий — Дэвид Бениофф (номинация)
- Лучшая музыка к фильму — Альберто Иглесиас (номинация)

Премия «Спутник»-2007
- Лучший адаптированный сценарий — Дэвид Бениофф (номинация)
- Лучшая музыка к фильму — Альберто Иглесиас (награда)